# KF Drenica
KF Drenica este un club de fotbal din Kosovo care evolueaza in Superliga (Kosovo).